# Nana Fadnavis
Nana Fadnavis, geboortenaam Balaji Janardan Bhanu (Satara, 12 februari 1742 – Pune, 13 maart 1800), was een invloedrijk Indiaas politicus en minister van het Maratharijk ten tijde van de Peshwa. Hij werd ook wel de "Maratha Machiavelli" genoemd.

## Biografie
Balaji Janardun Bhanu werd in 1742 geboren in Satara en kreeg de bijnaam "Nana". Zijn familie onderhield vriendschappelijke banden met de familie Bhat, de familie van de eerste peshwa Balaji Vishwanath. De grootvader van Nana verkreeg de titel van Phadnavis van Visnawath en Shahu I nadat hij Visnawath had behoed voor een moordaanslag op hem. Nana erfde deze titel van zijn grootvader en verkreeg een goede opleiding van de peshwa.
In 1761 wist te ontkomen bij de Slag bij Panipat en groeide vervolgens uit tot een invloedrijk minister in het Maratharijk. Als minister had hij te maken met de opkomst van de Britse Oost-Indische Compagnie en hij besloot in 1780 om een gezamenlijk front van de Indiase staten tegen de Compagnie te vormen. Nana wist dat jaar zowel Tipu Sultan van Mysore als Nizam van Haiderabad te overtuigen om een drievoudige alliantie te sluiten tegen de Britten.
Nana Fadnavis zou een kwart eeuw lang de politiek van de Maratha's domineren. Hieraan kwam een einde met zijn dood op 13 maart 1800. De Britse resident in Pune schreef over diens dood: "Met de dood van de grote minister Nana Fadnavis is alle wijsheid en gematigdheid vertrokken uit het bestuur van de Maratha's".